# Clytie pallida
Clytie pallida là một loài bướm đêm trong họ Erebidae.